# Иванов, Сергей Иванович (радист)
Сергей Иванович Иванов (10 ноября 1922 — 29 января 1966) — капитан Советской Армии, участник Великой Отечественной войны, Герой Советского Союза (1944).

## Биография
Родился в посёлке Павелец. Окончил семь классов школы и курсы трактористов, после чего работал в машинно-тракторной станции. В 1941 году был призван на службу в Рабоче-крестьянскую Красную Армию. В 1942 году он окончил ускоренный курс Муромского военного училища связи. С июня того же года — на фронтах Великой Отечественной войны. Принимал участие в боях на Брянском, Воронежском, Центральном и 1-м Украинском фронтах. К сентябрю 1943 года гвардии сержант Сергей Иванов был радистом мотострелкового батальона 51-й гвардейской танковой бригады 6-го гвардейского танкового корпуса 3-й гвардейской танковой армии Воронежского фронта. Отличился во время битвы за Днепр.
22 сентября 1943 года в составе передового отряда переправился через Днепр в районе села Григоровка Каневского района Черкасской области Украинской ССР и в течение четырёх последующих дней передавал командованию бригады важные данные о немецкой обороне в этом районе. Сумел поддерживать бесперебойную радиосвязь во время боёв за освобождение Киева и Фастова.
Указом Президиума Верховного Совета СССР «О присвоении звания Героя Советского Союза генералам, офицерскому, сержантскому и рядовому составу Красной Армии» от 10 января 1944 года за «образцовое выполнение боевых заданий командования на фронте борьбы с немецко-фашистскими захватчиками и проявленные при этом отвагу и геройство» был удостоен высокого звания Героя Советского Союза с вручением ордена Ленина и медали «Золотая Звезда» за номером 2082.
После окончания войны продолжил службу в Советской Армии. В 1945 году он окончил Саратовское танковое училище, в 1949 году — курсы усовершенствования офицерского состава при Киевском танковом училище. 
В 1960 году в звании капитана уволен в запас. Проживал в городе Кадиевка (ныне — Стаханов) Луганской области, работал в городском управлении трамвайным движением. Умер 29 января 1966 года.
Был также награждён двумя орденами Красной Звезды и рядом медалей.